# 貧者の行進
貧者の行進（ひんじゃのこうしん、Poor People's Campaign）とは、アメリカ合衆国で1968年4月に開始された、アフリカ系アメリカ人を中心とする貧困層の経済的不公正の是正と地位向上を求めた運動。この運動はキング牧師と彼が組織した南部キリスト教指導者会議 (SCLC) によって計画され、1968年4月4日のキング牧師暗殺後の4月29日にSCLC指導者のラルフ・アバーナシーによって開始された。